# Takanobu Ōtsubo
Takanobu Ōtsubo (jap. 大坪 隆誠, Ōtsubo Takanobu; * 15. Juni 1976) ist ein japanischer Langstreckenläufer.

## Leben und Karriere
2005 wurde er Zehnter beim Kagawa-Marugame-Halbmarathon und Sechster bei der Japanischen Firmenmeisterschaft im Halbmarathon. Bei den Halbmarathon-Weltmeisterschaften in Edmonton belegte Takanobu Ōtsubo den 17. Platz und gewann mit der japanischen Mannschaft Bronze. 2006 kam er bei der Japanischen Halbmarathon-Firmenmeisterschaft auf Rang 18 und 2010 auf Rang 19. Er ist bei der Polizei der Präfektur Osaka angestellt und seit 2007 mit der Marathonläuferin Mari Ozaki verheiratet.

## Persönliche Bestzeiten
- 10.000 m: 28:14,92 min, 30. November 2005, Hachioji
- Halbmarathon: 1:01:55 h, 13. März 2005, Yamaguchi